# Клаудио Монтеверди
Клаудио Монтеверди (итал. Claudio Monteverdi; Кремона, 15. мај 1567 — Венеција, 29. новембар 1643) је био италијански композитор, оргуљаш, виолиниста и певач из епохе барока.
Његово дело обележава прелаз од ренесансне ка барокној музици. Последњи је велики мајстор ренесансног мадригала, и први изразити оперски драматичар епохе барока. Написао је једну од најранијих опера Орфеј. 
Премијера опере Орфеј је била 22. фебруара 1607. године. Одржана је у војводској палати пред члановима Академије "degli Invaghiti" и доживела је блистав успех. Војвода није могао да се наслуша опере, те је наложио да се опера поново свира. Овом опером донео је генијалну новину и ведрину.
За живота је имао срећу да је био славан широм Европе.

## Најпознатија дела

### Духовна музика
- Духовни напеви (Cantiunculae Sacrae, 1582);
- Духовни мадригали (Madrigali Spirituali, 1583);
- , (1610);
- (1641);

### Вокална дела
- трогласне канцонете (1584);
- петогласни мадригали у два тома (први — 1587; други — 1590);
- Музичка скерца (Scherzi musicali, 1607);

### Сценска дела
- Орфеј (L’Orfeo, 1607)
- Аријана (L'Arianna, 1608);
- Борба Танкреда и Клоринде (Il combattimento di Tancredi e Clorindo, 1624);
- Повратак Одисеја у домовину (Il ritorno d’Ulisse in patria, 1640);
- Крунисање Попеје (L’Incoronazione di Poppea, 1642);